# Последний месяц осени
«Последний месяц осени» — художественный фильм режиссёра Вадима Дербенёва. Призёр советских и международных кинофестивалей. Молдова-филм, 1965 год.

## Сюжет
Двое старых родителей — Отец (Лебедев) и Мать (Сперантова) — долгие годы не могут дождаться в родном доме выросших и разъехавшихся по стране трёх сыновей. Отец отправляется в дорогу и одного за другим навещает каждого из них: Антона (Фадеев) — лесника, добровольного затворника, Андрея (Тимофеев) — тракториста-механика, открытого и весёлого, со своей уже большой хлебосольной семьёй, Серафима (Смирнитский) — влюбчивого студента, начинающего поэта, спортсмена. Каждая из встреч является отдельной новеллой, однако каждая из них укрепляет Отца в уверенности, что его сыновья достойны их скромной и честной семьи. С чистой душой возвращается он к Матери, к повседневному труду.

## Съёмочная группа
- Автор сценария: Ион Друцэ
- Режиссёр: Вадим Дербенёв
- Второй режиссёр: Александр Матвеев
- Операторы: Вадим Дербенёв, Дмитрий Моторный
- Художник-постановщик: Антон Матер
- Композитор: Эдуард Лазарев

## В ролях
- Евгений Лебедев — Отец
- Валентина Сперантова — Мать
- Мария Кремнёва — Мария, дочь
- Николай Тимофеев — Андрей, старший сын
- Майя Булгакова — Галя, жена Андрея
- Виталий Фадеев — Антон, средний сын
- Валентин Смирнитский — Серафим, младший сын
- Иннокентий Смоктуновский — текст от автора
- Елена Понсова — старуха

## Художественные особенности
Основной источник кинематографического просвещения в СССР — журнал «Советский экран» (№ 1, 1966 год), оценивает творческий почерк режиссёра Вадима Дербенёва как уравновешенный, вдумчивый, умеренно ритмичный. Он приглашает к личному участию в эпизодах и сценах, не навязывая своих объяснений происходящему действию. В целом картина характеризуется следующим образом: 

«Последний месяц осени» не претендует быть учебником мудрости, и, конечно же, он не «полотно». Авторы его не пытались выжать из незамысловатых ситуаций «большие проблемы». Он не интригует сюжетом, и вряд ли на нём можно «развлечься». В нём есть поэзия простых истин <…> и высокое искусство актёра.

## Награды
- Специальный приз II-го Всесоюзного кинофестиваля (1966 год, Киев) «За разработку современной темы» — режиссёру В. Дербенёву.
- На VIII-м Международном кинофестивале в Мар-дель-Плата (1966 год) Е. Лебедеву присужден приз за лучшее исполнение мужской роли, а также специальная премия актерской ассоциации Аргентины «Премия-симпатия»[2].
- «Гран-При» Международного смотра фильмов для детей и юношества в Каннах (1967 год).[источник не указан 2623 дня]

## Критика
Отзывы о фильме были многочисленны и позитивны. Журнал «Огонёк» (№ 13, 1966 год) в первую очередь отмечает актёрское мастерство Е. Лебедева и В. Сперантовой, которые точно выражают «благородство души, полноту чувств трудовых людей». Несколько позже то же издание оценивает вклад каждого из авторов и утверждает, что фильм «не только сохранил мысль и поэзию образов, впервые родившихся такими светлыми и чистыми ещё в писательском замысле, а получили своё новое — режиссёрское — рождение».
Высокую художественную значимость картины и воплощение персонажа Е. Лебедева отмечают и киноведческие источники: энциклопедия-справочник «История советского кино», «Актёры советского кино» и другие источники.